# Bajka iskierki
Bajka iskierki (znana także potocznie pod tytułami: Na Wojtusia z popielnika... lub Z popielnika na Wojtusia...) – wiersz i kołysanka polska z tekstem autorstwa Janiny Porazińskiej i tradycyjną melodią.
Tekst opublikowany został w 1925 w zbiorze poezji dla dzieci (30 utworów) W wojtusiowej izbie. Inspirowany jest życiem dzieci wiejskich w czasach dzieciństwa autorki (koniec XIX wieku). Odznacza się prostotą i melodyjnością. Należy do bajek magicznych i narracyjnych, czerpiących z folkloru wiejskiego. Nadaje cechy antropomorficzne przedmiotowi martwemu – iskierce przemawiającej z popielnika do dziecka (Wojtusia). Iskierka zapowiada, że opowie Wojtusiowi długą bajkę, po czym zamyka swoją opowieść w kilku słowach i gaśnie. W ostatniej zwrotce Wojtuś nie daje już iskierce wiary – wie, że chwilę błyśnie, potem zgaśnie i bajka pozostanie niedokończona.
Utwór wykonywany był m.in. przez Marylę Rodowicz, Magdę Umer i Grzegorza Turnaua oraz został użyty jako muzyka do filmu Wrony. Wykorzystano go też w 2012 w społecznej kampanii uświadamiającej zagrożenie płynące ze strony tlenku węgla – Czad usypia.